# Vailly-sur-Sauldre
Vailly-sur-Sauldre és un municipi francès, situat al departament de Cher i a la regió de Centre – Vall del Loira. L'any 2007 tenia 825 habitants.

## Demografia

### Població
El 2007 la població de fet de Vailly-sur-Sauldre era de 825 persones. Hi havia 420 famílies, de les quals 192 eren unipersonals (74 homes vivint sols i 118 dones vivint soles), 137 parelles sense fills, 71 parelles amb fills i 20 famílies monoparentals amb fills.
La població ha evolucionat segons el següent gràfic:
Habitants censats

### Habitatges
El 2007 hi havia 524 habitatges, 430 eren l'habitatge principal de la família, 52 eren segones residències i 42 estaven desocupats. 427 eren cases i 38 eren apartaments. Dels 430 habitatges principals, 249 estaven ocupats pels seus propietaris, 164 estaven llogats i ocupats pels llogaters i 18 estaven cedits a títol gratuït; 17 tenien una cambra, 83 en tenien dues, 135 en tenien tres, 107 en tenien quatre i 88 en tenien cinc o més. 286 habitatges disposaven pel capbaix d'una plaça de pàrquing. A 201 habitatges hi havia un automòbil i a 118 n'hi havia dos o més.

### Piràmide de població
La piràmide de població per edats i sexe el 2009 era:
| Homes | Edats   | Dones |
| ----- | ------- | ----- |
| 0     | 95 o +  | 0     |
| 8     | 90 a 94 | 4     |
| 20    | 85 a 89 | 40    |
| 4     | 80 a 84 | 12    |
| 44    | 75 a 79 | 48    |
| 40    | 70 a 74 | 40    |
| 16    | 65 a 69 | 40    |
| 20    | 60 a 64 | 8     |
| 24    | 55 a 59 | 20    |
| 20    | 50 a 54 | 24    |
| 24    | 45 a 49 | 20    |
| 20    | 40 a 44 | 24    |
| 24    | 35 a 39 | 16    |
| 24    | 30 a 34 | 8     |
| 24    | 25 a 29 | 20    |
| 8     | 20 a 24 | 16    |
| 16    | 15 a 19 | 24    |
| 0     | 10 a 14 | 8     |
| 20    | 5 a 9   | 24    |
| 32    | 0 a 4   | 8     |

## Economia
El 2007 la població en edat de treballar era de 398 persones, 287 eren actives i 111 eren inactives. De les 287 persones actives 269 estaven ocupades (146 homes i 123 dones) i 19 estaven aturades (8 homes i 11 dones). De les 111 persones inactives 54 estaven jubilades, 23 estaven estudiant i 34 estaven classificades com a «altres inactius».

### Ingressos
El 2009 a Vailly-sur-Sauldre hi havia 407 unitats fiscals que integraven 769 persones, la mediana anual d'ingressos fiscals per persona era de 15.122 €.

### Activitats econòmiques
Dels 72 establiments que hi havia el 2007, 4 eren d'empreses alimentàries, 3 d'empreses de fabricació d'altres productes industrials, 9 d'empreses de construcció, 15 d'empreses de comerç i reparació d'automòbils, 4 d'empreses de transport, 5 d'empreses d'hostatgeria i restauració, 1 d'una empresa d'informació i comunicació, 3 d'empreses financeres, 6 d'empreses immobiliàries, 5 d'empreses de serveis, 13 d'entitats de l'administració pública i 4 d'empreses classificades com a «altres activitats de serveis».
Dels 22 establiments de servei als particulars que hi havia el 2009, 1 era una gendarmeria, 1 oficina de correu, 2 oficines bancàries, 4 tallers de reparació d'automòbils i de material agrícola, 1 paleta, 1 fusteria, 1 lampisteria, 2 electricistes, 4 perruqueries, 1 veterinari, 2 restaurants i 2 agències immobiliàries.
Dels 10 establiments comercials que hi havia el 2009, 2 eren grans superfícies de material de bricolatge, 2 botiges de menys de 120 m², 2 fleques, 1 una fleca, 1 una peixateria, 1 una llibreria i 1 una joieria.
L'any 2000 a Vailly-sur-Sauldre hi havia 11 explotacions agrícoles que ocupaven un total de 858 hectàrees.

## Equipaments sanitaris i escolars
El 2009 hi havia 1 farmàcia i 1 ambulància.
El 2009 hi havia una escola elemental.

## Poblacions més properes
El següent diagrama mostra les poblacions més properes.